# William Collingbourne
William Collingbourne (v. 1435 – décembre 1484) était un propriétaire et administrateur anglais. Il est célèbre pour avoir fait une caricature du régime du roi Richard III. Agent du prétendant lancastrien Henri Tudor, il est exécuté pour trahison par Richard.

## Biographie
Collingbourne achète des terres dans le Wiltshire et à Londres dans les années 1470. Il sert comme shérif du Wiltshire en 1474 et 1481 et est commissionnaire de paix de 1478 à 1481.
Il sert ensuite Cécile Neville, mère des rois Édouard IV et Richard III. Ayant perdu son poste, il devient un adversaire du roi Richard III.
Le 10 juillet 1483 (ou 1484), Collingbourne entre en contact par correspondance avec le prétendant Henri Tudor, lui demandant de débarquer en Angleterre. 
En juillet 1484, Collingbourne placarde un poème sur les portes de la cathédrale Saint-Paul de Londres :

« Le chat, le rat et Lovell notre chien, règnent sur l'Angleterre sous la houlette d'un sanglier. »

À travers cette caricature, Collingbourne critique le régime de Richard III « le sanglier » (le sanglier est en effet le symbole héraldique de Richard). Collingbourne raille également ses conseillers, William Catesby « le chat » (the Cat en anglais), Richard Ratcliffe « le rat » (the Rat en anglais) et Francis Lovell.
En novembre 1484, Collingbourne est accusé de complot contre le roi et est jugé par un tribunal composé notamment des ducs de Suffolk et de Norfolk, du comte de Surrey, du vicomte Lovell et du Lord grand connétable Thomas Stanley. Convaincu de haute trahison, il est condamné à être hanged, drawn and quartered.
L'historien Tudor Édouard Hall affirmera que Collingbourne avait été exécuté « seulement pour avoir écrit une rime ».